# ويزلي زونيفيلد
ويزلي زونيفيلد (بالهولندية: Wesley Zonneveld)‏ هو لاعب كرة قدم هولندي في مركز حراسة المرمى، ولد في 17 يونيو 1992 في هارلم في هولندا. لعب مع نادي تلستار ‏.

## وصلات خارجية
- ويزلي زونيفيلد على موقع قاعدة بيانات كرة القدم.إي يو (الإنجليزية)
- ويزلي زونيفيلد على موقع Soccerway.com (الإنجليزية)